# Raiffeisenbank Nidwalden
Die Raiffeisenbank Nidwalden mit Sitz in Stans im Kanton Nidwalden gehört zu Raiffeisen Schweiz, dem Zusammenschluss aller Schweizer Raiffeisenbanken. Sie entstand 2017 aus der Fusion der Raiffeisenbank Region Stans und der Raiffeisenbank Vierwaldstättersee-Süd.

## Geschichte der Raiffeisenbank Region Stans
Die Raiffeisenbank Region Stans geht zurück auf die Gründung der Raiffeisenkasse Hergiswil am 25. April 1909 auf Initiative des christlich sozialen Ortsvereins. Nach der Eröffnung der Geschäftsstelle in Stansstad 1985 änderte die Bank ihren Namen in Raiffeisenbank Hergiswil-Stansstad.
Am 10. Juli 1932 folgte die Gründung der Darlehenskasse Dallenwil und am 19. Juni 1938 die Gründung der Raiffeisenkasse Wolfenschiessen. Beide fusionierten 1999 zur Raiffeisenbank Dallenwil-Wolfenschiessen und änderten im Jahr 2000 nach der Eröffnung der Geschäftsstelle in Stans ihren Namen in Raiffeisenbank Stans-Dallenwil-Wolfenschiessen.
2005 folgte die Fusion der Raiffeisenbanken Hergiswil-Stansstad und Stans-Dallenwil-Wolfenschiessen zur Raiffeisenbank Region Stans. 

## Geschichte der Raiffeisenbank Vierwaldstättersee-Süd
Die Raiffeisenbank Vierwaldstättersee-Süd geht zurück auf die Gründung der Darlehenskasse Buochs am 10. April 1910, die 1986 ihren Namen in Raiffeisenbank Buochs änderte.
Am 26. September 1946 wurde die Darlehenskasse Seelisberg gegründet. Am 17. August 1952 folgte die Gründung der Raiffeisenkasse Ennetbürgen und am 26. April 1974 die Gründung der Raiffeisenbank in Emmetten.
1999 erfolgte der Zusammenschluss der Raiffeisenbanken Buochs, Ennetbürgen, Emmetten und Seelisberg zur Raiffeisenbank Vierwaldstättersee-Süd.

## Geschäftsstellen
Neben dem Hauptsitz an der Riedenmatt 1 in Stans betreibt die Bank Geschäftsstellen in Hergiswil, Buochs und Stans (Robert-Durrer-Strasse 2). Die Geschäftsstellen in Dallenwil, Wolfenschiessen, Emmetten, Ennetbürgen und Seelisberg wurden geschlossen, an den Standorten befinden sich nur noch Bancomaten.